# Bathypaguropsis carinatus
Bathypaguropsis carinatus is een tienpotigensoort uit de familie van de Paguridae. De wetenschappelijke naam van de soort is voor het eerst geldig gepubliceerd in 2004 door Komai & Takeda.